# Antoni Dąsal
Antoni Dąsal (ur. 1 maja 1939 w Sosnowcu, zm. 25 marca 1978 we Wrocławiu) – polski bokser.

## Kariera
Pięściarstwem zainteresował się w 1955 roku, wstępując do klubu Lotnik Wrocław. Następnym klubem była Gwardia Wrocław, w której to walczył do zakończenia kariery w 1969 roku. Zaliczał się do najwybitniejszych bokserów wagi lekkiej w latach 60. w Polsce. Startując w mistrzostwach Polski wywalczył dwa razy tytuł mistrzowski w 1961 i 1966, wicemistrzem był w 1963, 1964 i 1965 roku, wszystkie osiągnięcia w kategorii lekkiej. Był też brązowym medalistą w 1960 w wadze piórkowej. Posiadał również tytuł drużynowego mistrza Polski w 1966 roku. Uczestnicząc w Spartakiadzie Gwardyjskiej, wywalczył mistrzostwo w 1962 i 1965 oraz wicemistrzostwo w 1964 roku w kategorii lekkiej. W latach 1960–1962, wystąpił trzykrotnie w reprezentacji Polski, 2 walki wygrywając i 1 przegrywając. W swojej karierze stoczył 276 walk, z czego 198 wygrał, 38 zremisował i 40 przegrał. Po zakończeniu kariery sportowej został trenerem we wrocławskiej Gwardii.
Zmarł od odniesionych ran w wypadku samochodowym, jaki miał miejsce 6 dni wcześniej na trasie z Krakowa do Wrocławia.
Pochowany na Cmentarzu Grabiszyńskim we Wrocławiu.

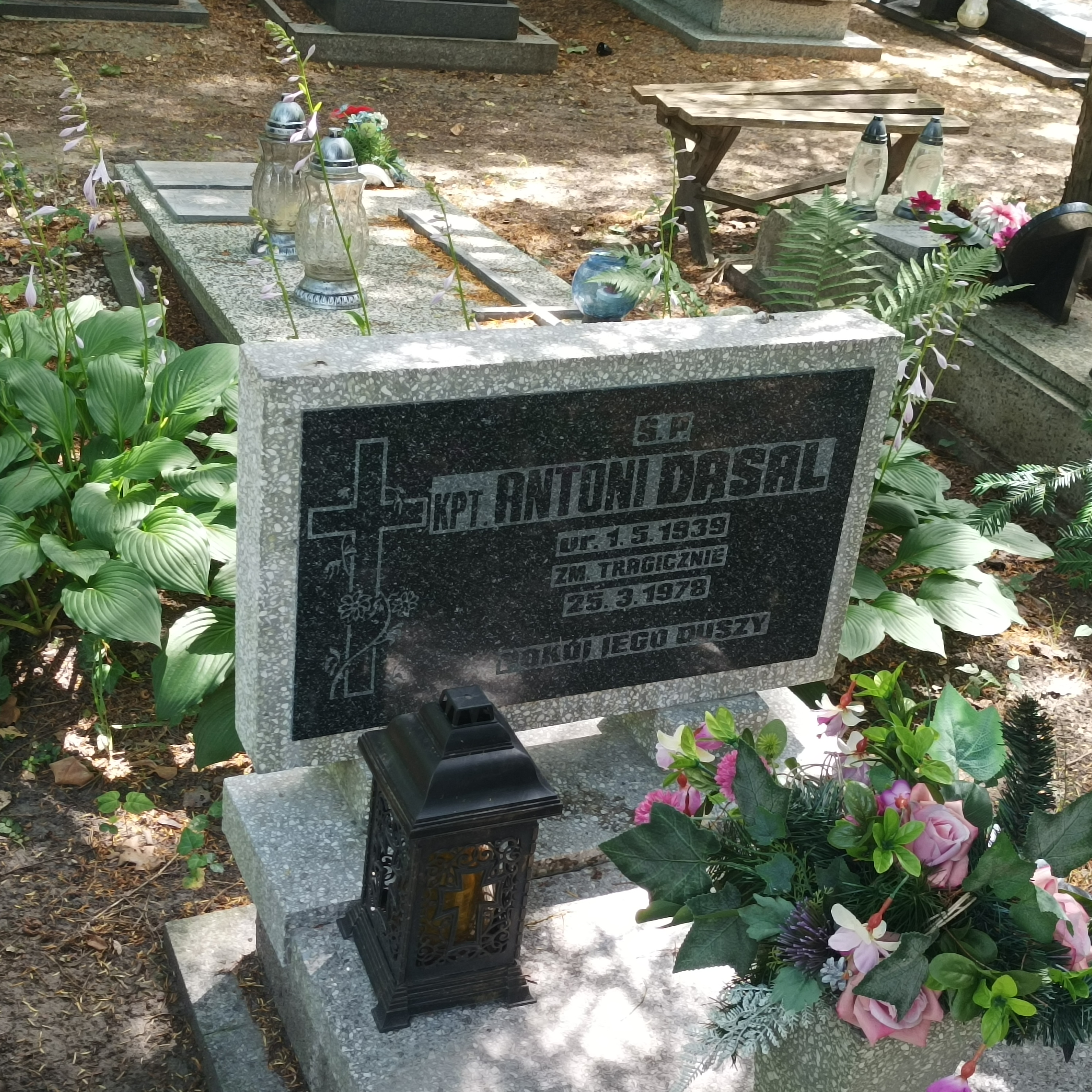
Grób Antoniego Dąsala na Cmentarzu Grabiszyńskim